# Lucio Ccallo
Lucio Ccallo Ccallata es un dirigente y docente peruano coordinador general del Comando Nacional Unitario de Lucha (CNUL), una de las organizaciones civiles contrarias al gobierno de Dina Boluarte. Según versiones periodísticas, sería miembro activo del Movadef, heredero de Sendero Luminoso.

## Biografía
Fue uno de los firmantes de las planillas de solicitud de inscripción del MOVADEF, organización creada como parte de la "amnistía general", para su participación política en las elecciones. Fue Secretario General de la base del MOVADEF en la provincia puneña de El Collao y suscribió una convocatoria dirigida al congreso para la liberación de los líderes subversivos. Tras el rechazo a la inscripción del MOVADEF por parte del Jurado Nacional de Elecciones (JNE), Ccallo firmó un pronunciamiento en apoyo al MOVADEF, además, participó en protestas portando banderines con la consigna: "Por la inscripción del MOVADEF en el JNE, por la libertad de pensamiento".
Fue parte de las movilizaciones de docentes del 2012 como dirigente en Puno, reuniéndose con el expresidente Alejandro Toledo. Fue denunciado, junto a Efraín Condori, por desmanes producidos en Juliaca durante las protestas, además fue sindicado como instigador de los disturbios producidos por el intento de toma del aeropuerto de Juliaca y el ataque a periodistas en dicho lugar.
En el año 2015, fue presidente del Comité de Lucha del CONARE, participando en una huelga destinada a la derogación de la Ley de Reforma Magisterial.
Fue uno de los impulsores de la huelga magisterial del 2017. Ccallo, como representante del CONARE-MOVADEF, fue parte de la reunión que decidió la elección de Pedro Castillo como presidente del Comité de Lucha de la huelga docente. Luego, se convirtió en secretario de comunicaciones del FENATEP, sindicato fundado por Castillo, en Puno.
Durante el gobierno de Pedro Castillo, fue parte de las movilizaciones convocadas en noviembre del 2022 en respaldo a Castillo, rechazo al congreso y en solicitud de una nueva constitución.
Tras el intento de autogolpe de Castillo, Ccallo fue parte de las movilizaciones en contra del nuevo gobierno de Dina Boluarte. Se convirtió en el representante del Comando Nacional Unitario de Lucha (CNUL). Fue uno de los organizadores de la Tercera Toma de Lima, convocando reuniones de consolidación de los denominados Comités de Lucha con el objetivo de lograr la destitución de Dina Boluarte. Tras la Tercera Toma de Lima, dirigió una reunión el 30 de julio en Breña donde se definió una nueva jornada de protestas para el 12 de octubre y los días 7 y 9 de diciembre del 2023. El 31 de julio, Ccallo realizó la convocatoria oficial de las movilizaciones y el rechazo al diálogo con el gobierno de Boluarte.
El 12 de noviembre, junto a Germán Altamirano, y con el cargo de Coordinador General del CNUL, Ccallo realizó una invitación para el "Tercer Encuentro Nacional de los Pueblos y Organizaciones del Perú" a realizarse entre el 25 y 26 del mismo mes con el objetivo de "acumular y desplegar las máximas fuerzas" contra el gobierno y la planificación de las acciones a realizarse el 7 de diciembre.  Fue partícipe de las marchas del 7 de diciembre de 2023.
En 2024, en conmemoración de los incidentes en Juliaca de 2023, Ccallo convocó "a todas las organizaciones sociales, populares, comunales y pueblos originarios de la región de Puno" para realizar manifestaciones contra el gobierno, además de solicitar que se cuelguen banderas de luto y otros elementos de color negro.

## Representantes
- Datos: Q122382561

1. 1 2 3  Cornejo, Deyna (31 de julio de 2023). «Coordinadora Nacional de Lucha anuncia nueva jornada de marcha para este 12 de octubre». larepublica.pe. Consultado el 8 de septiembre de 2023.
2. ↑  PERU21, NOTICIAS (17 de junio de 2023). «[Perfiles21] Lucio Castro: “Para mi padre. la educación era algo así como la liberación” | Lucio Castro | Sutep | Educación | Pedro Castillo | POLITICA». Peru21. Consultado el 8 de septiembre de 2023.
3. 1 2  PERU21, NOTICIAS (20 de noviembre de 2023). «Dirigente del Movadef convoca a cónclave para quinta ‘Toma de Lima’». Peru21. Consultado el 23 de noviembre de 2023.
4. ↑  «Movadef es Sendero Luminoso y la justicia debe actuar en consecuencia».
5. ↑  «De la guerra a la amnistía. MOVADEF y la reaparición de Sendero Luminoso: 1992-2012.».
6. 1 2  «Infiltración del MOVADEF en algunas dirigencias del magisterio».
7. ↑  «Conflictos al día».
8. ↑  «diario-09-08-2012 by Diario PC - Issuu». issuu.com (en inglés). 10 de agosto de 2012. Consultado el 8 de septiembre de 2023.
9. ↑  RedacciónRPP (3 de agosto de 2012). «Puno: Denuncian a dirigentes del Sutep por desmanes en huelga | RPP Noticias». rpp.pe. Consultado el 8 de septiembre de 2023.
10. ↑  «MAGISTERIO DEL PERÚ: Manifestantes del CONARE destruyen material periodístico y agreden a periodistas». MAGISTERIO DEL PERÚ. 2 de agosto de 2012. Consultado el 8 de septiembre de 2023.
11. ↑  «Puno: Dirigentes de Conare y Sutep son investigados por Ministerio Público por delito de perturbación a los medios de transporte | Radio Onda Azul» Noticias Puno Perú». webcache.googleusercontent.com. Consultado el 8 de septiembre de 2023.
12. ↑  PERU21, NOTICIAS (14 de diciembre de 2022). «Dirigentes regionales del Movadef se reunieron con el congresista Edgar Tello | Pedro Castillo | Sendero Luminoso | marchas en Lima | Conare | INVESTIGACION». Peru21. Consultado el 8 de septiembre de 2023.
13. ↑  «Mininter: casi 5 mil docentes firmaron planillones del Movadef». El Comercio. 6 de agosto de 2017. ISSN 1605-3052. Consultado el 8 de septiembre de 2023.
14. ↑  «Sutep desmiente a Pedro Castillo y demuestra sus vínculos con el Conare». wapa.pe. 25 de enero de 2022. Consultado el 8 de septiembre de 2023.
15. ↑  «¡El colmo! Ahora el corrupto acusa». Sutep (en inglés). Consultado el 8 de septiembre de 2023.
16. ↑  Fernández, Liubomir (20 de noviembre de 2022). «Sutep Puno se movilizó contra la llegada de la misión de la OEA». larepublica.pe. Consultado el 8 de septiembre de 2023.
17. ↑  «Docentes marchan en todo el país respaldando a Gobierno de Pedro Castillo | Pachamama Radio». 20 de noviembre de 2022. Consultado el 8 de septiembre de 2023.
18. ↑  «Lucio Callo Callata».
19. ↑  «Puno: CONULP planifica la tercera toma de Lima para destituir a la presidenta Dina Boluarte». radiotitanka.pe. Consultado el 8 de septiembre de 2023.
20. ↑  Chillitupa, Rodrigo. «Dirigente vinculado al Movadef coordina nuevas marchas en octubre y diciembre contra el gobierno de Dina Boluarte». infobae. Consultado el 8 de septiembre de 2023.
21. ↑  «Lucio Ccallo confirma su participación en marchas contra el Gobierno». Panamericana Televisión. Consultado el 25 de enero de 2024.
22. ↑  «Movadef: dirigente del brazo político de Sendero Luminoso participó en Marcha Nacional».
23. ↑  PERU21, NOTICIAS (2 de enero de 2024). «Movadef convoca a marchas en Puno para el martes 9 | Movadef | Lucio Ccallo | dirigente | convoca | marchas | Puno | martes 9 | enero | protestas | toma de aeropuerto | primer año | | POLITICA». Peru21. Consultado el 25 de enero de 2024.